# Château de Kérouartz
Le château de Kérouartz est un édifice situé à Lannilis en France.

## Localisation
Le château est situé sur le territoire de la commune de Lannilis, au lieu-dit Kérouartz, dans le département du Finistère en région Bretagne.

## Description
Le château construit au  XVIIe siècle, est précédé au sud par une allée d'un kilomètre de long, bordée de part et d'autre d'une double rangée de hêtres. À l'extrémité sud de cette allée se trouve le portail d'entrée. De ce portail ne subsistent que deux piles rectangulaires en granit, surmontées chacune d'un pignon triangulaire. La pile est est ornée, à son sommet, sur sa face extérieure, des armoiries de la famille de Kerouartz. Ces deux piles comportent sur leur face interne des saillies verticales de taille permettant la pose de portes sur pivots. A l'est de cet ensemble existe un passage à enjamber, constitué de deux marches surmontées d'une dalle de pierre verticale. L'intérêt de cet ensemble est constitué principalement par sa position à l'entrée de l'avenue qui mène au château et forme, avec ce dernier et le parc, un tout indivisible.

## Historique
Le château est inscrit partiellement au titre des monuments historiques par arrêté du 18 octobre 1926.

## Protection
Éléments protégés : le château et ses dépendances.

## Galerie

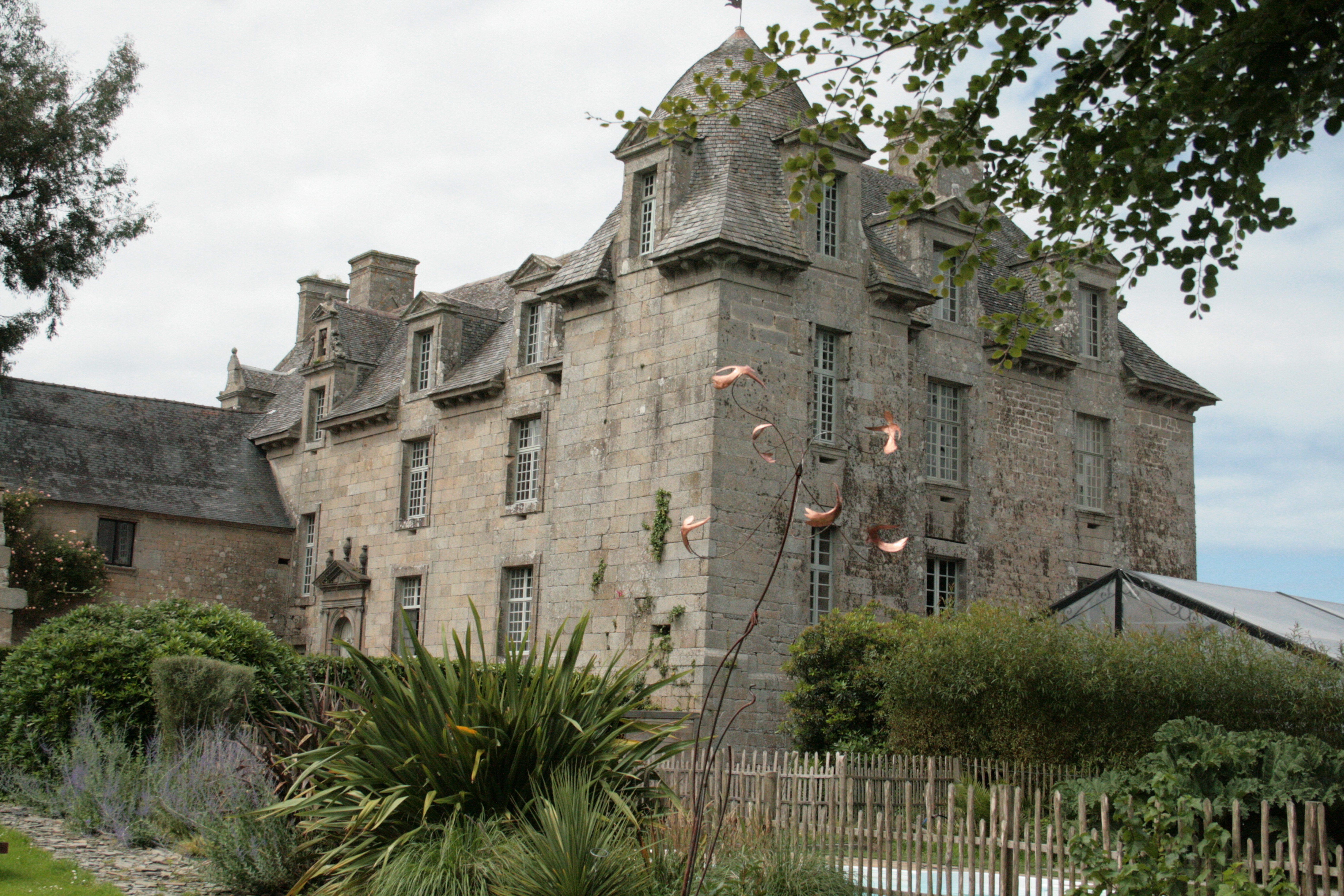
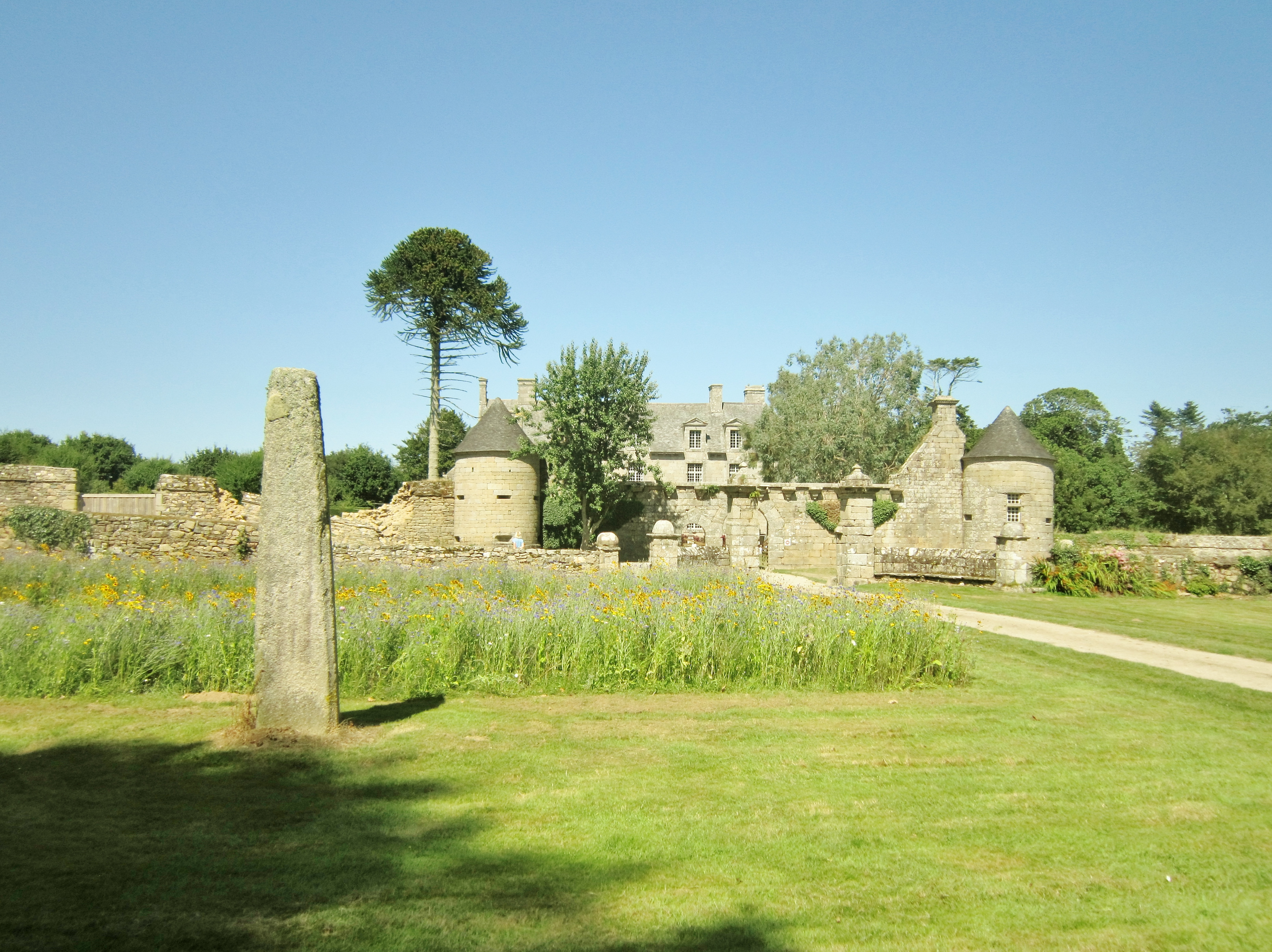
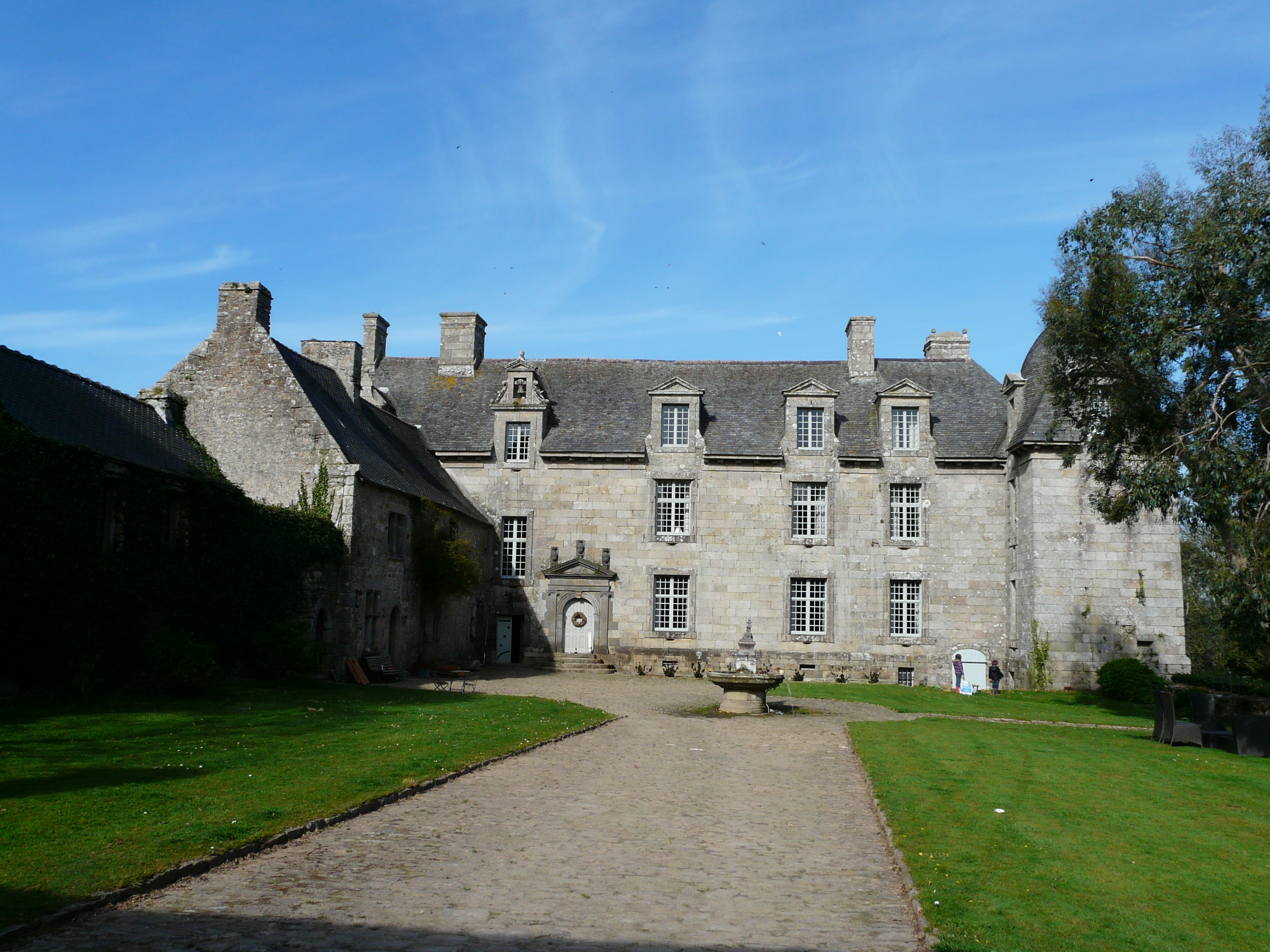
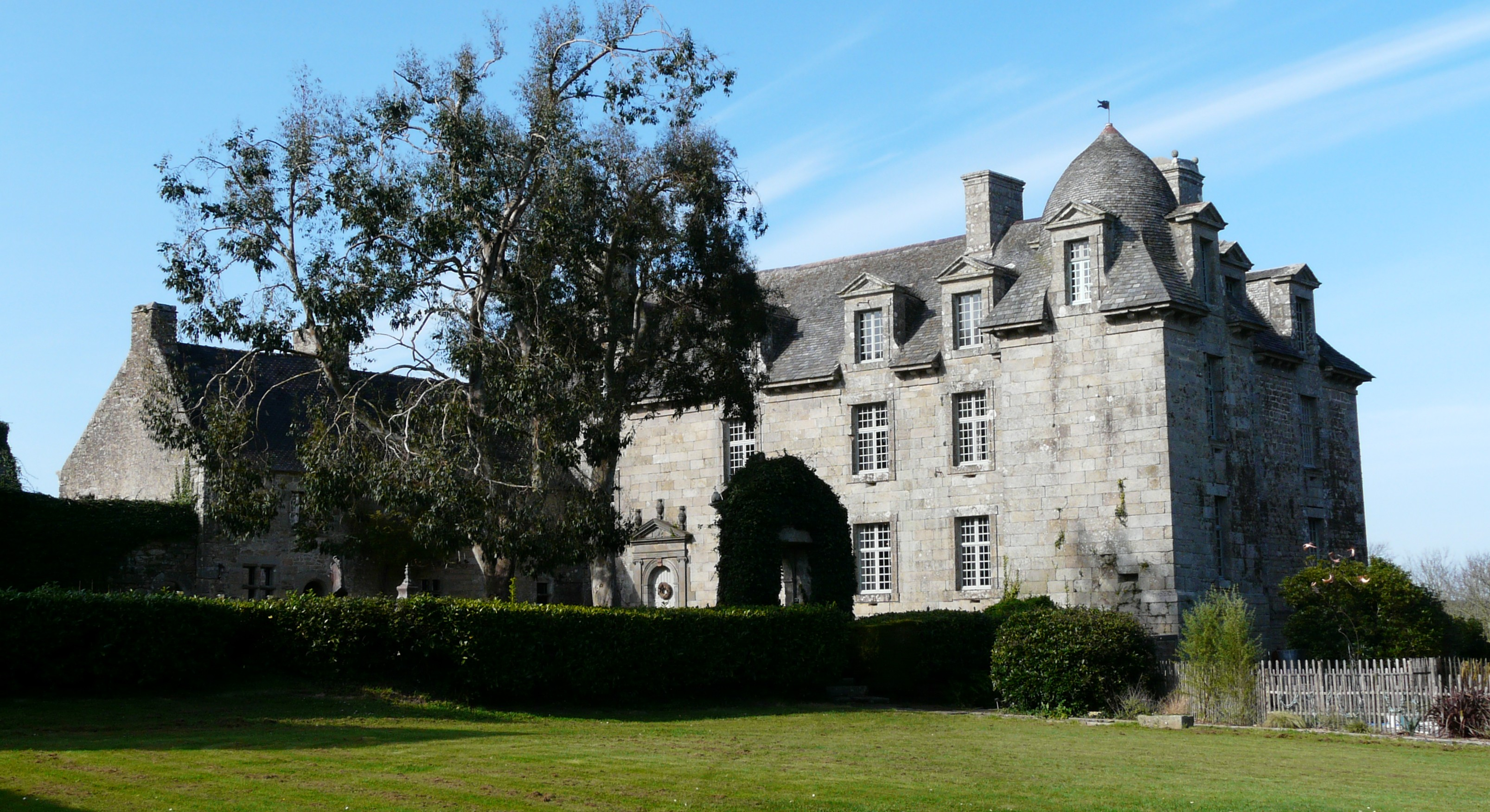
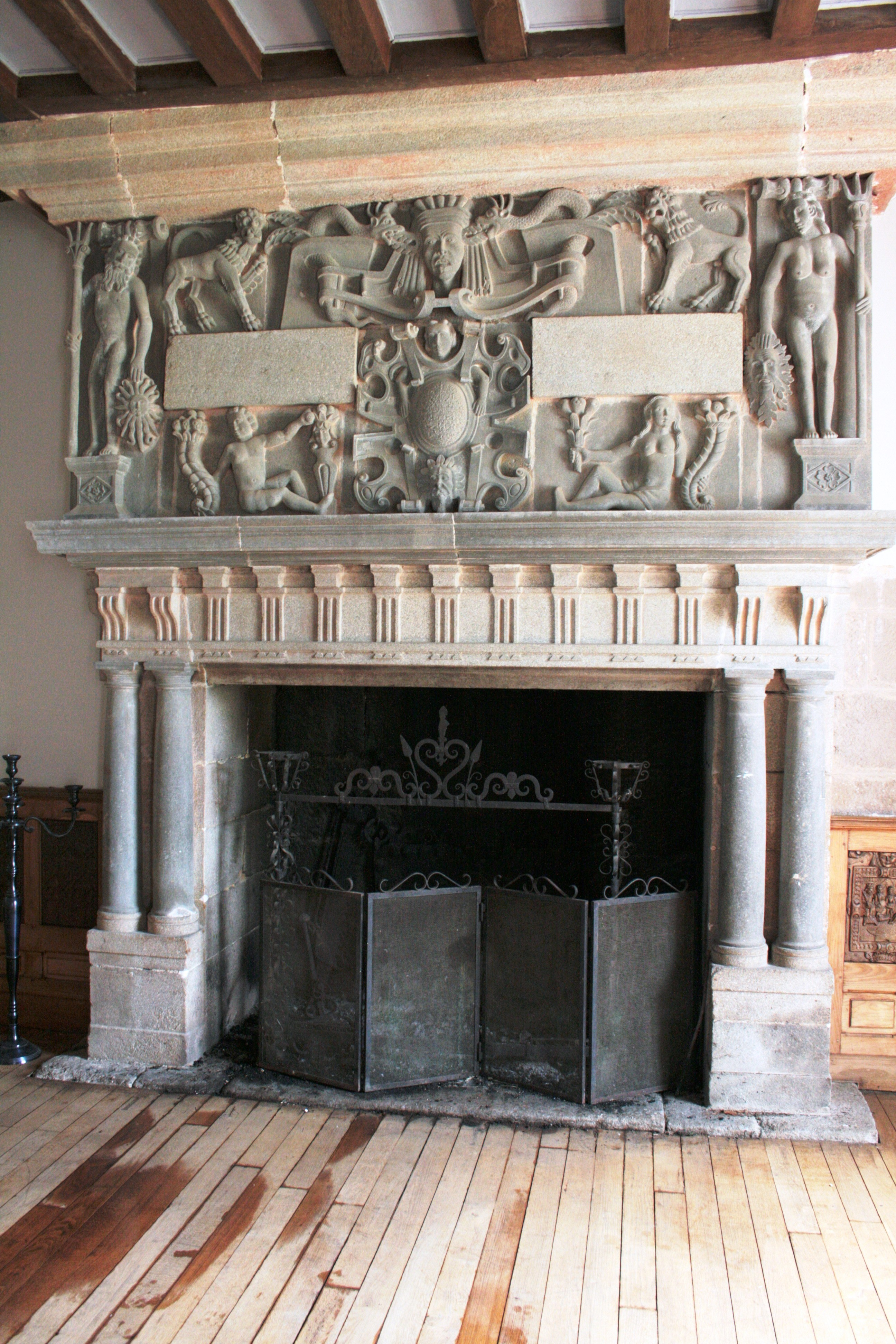